# ليزلي هارفي
ليزلي هارفي (بالإنجليزية: Leslie Harvey)‏ هو عازف قيثارة بريطاني، ولد في 13 سبتمبر 1944 في غلاسكو في المملكة المتحدة، وتوفي في 3 مايو 1972 في سوانزي في المملكة المتحدة بسبب صعق كهربائي.

## وصلات خارجية
- ليزلي هارفي على موقع IMDb (الإنجليزية)
- ليزلي هارفي على موقع ميوزك برينز (الإنجليزية)
- ليزلي هارفي على موقع ديسكوغز (الإنجليزية)